# آنتونی نوگس
آنتونی نوگس (به انگلیسی: Antony Noghès) (زادهٔ ۱۳ سپتامبر ۱۸۹۰ و درگذشتهٔ ۲ اوت ۱۹۷۸ در مونت‌کارلو، موناکو) بنیانگذار مسابقات گراند پری موناکو بود.
او در خلق مسابقهٔ رالی مونت-کارلو در سال ۱۹۱۱ نیز نقش داشت و همچنین استفادهٔ بین‌المللی از پرچم شطرنجی برای پایان مسابقات نیز پیشنهاد او بود. از سال ۱۹۷۹، آخرین پیج پیست موناکو (با نام پیشین «پیچ گازومتر») درست پیش از خط پایان، برای بزرگداشت او با نام «ویراژ آنتونی نوگس» نامگذاری شد.
نوگس که دارای عنوان «نمایندهٔ عمومی انجمن تنباکو» بود، مدیر ادارهٔ عمومی و مسئول مدیریت تهیه، تولید و فروش تنباکو در قلمروی پادشاهی موناکو بود. او پرد الکساندر-آتناس نوگس، و پدربزرگ فرزندان او، لیونل نوگس، الیزابت-آن، کریستیان لوییس و کریستین الیکس دو ماسی بود. پسر دیگر او، گیلس، اولین سفیر موناکو در ایالات متحده، و پدر روزنامه‌نگار، یان-آنتونی نوگس بود.